# Nicolaus Wesselius
Nicolaus Wesselius, född 1636 i Mörlunda församling, död 11 juli 1690 i Styrstads församling, Östergötlands län, var en svensk präst och organist.

## Biografi
Nicolaus Wesselius föddes 1636 i Mörlunda församling. Han var son till kyrkoherden där. Wesselius blev i juni 1659 student vid Uppsala universitet och prästvigdes 8 december 1661 till komminister i Styrstads församling. Han var under tiden som komminister även klockare och organist i församlingen från 1662 till 1674. Den 12 augusti 1674 blev han kyrkoherde i församlingen. Wesselius avled 1690 i Styrstads församling och begravdes 22 augusti samma år.

### Familj
Wesselius gifte sig 26 januari 1662 med Susanna Stigh (1635–1720). Hon var dotter till kyrkoherden i Styrstads församling Joannes Stigh och Christina Banck. De fick tillsammans barnen Maria Wesselius (född 1662), som var gift med kassören på Stockholms slott Ramundus Andersson Örlander, Anna Wesselius (född 1663), som var gift med organisten Johan Persson i Säby församling, komministern Joannes Wesselius i Skänninge församling, Johannes Wesselius (född 1668), Brita Wesselius (1671–1729), som var gift med klockaren Olof Toresson i Dagsbergs församling, Margareta Wesselius (1675–1675) och Susanna Wesselius (född 1676), som var gift med bonden Måns Olufsson på Malm i Styrstads församling.